# アメリカ帝国

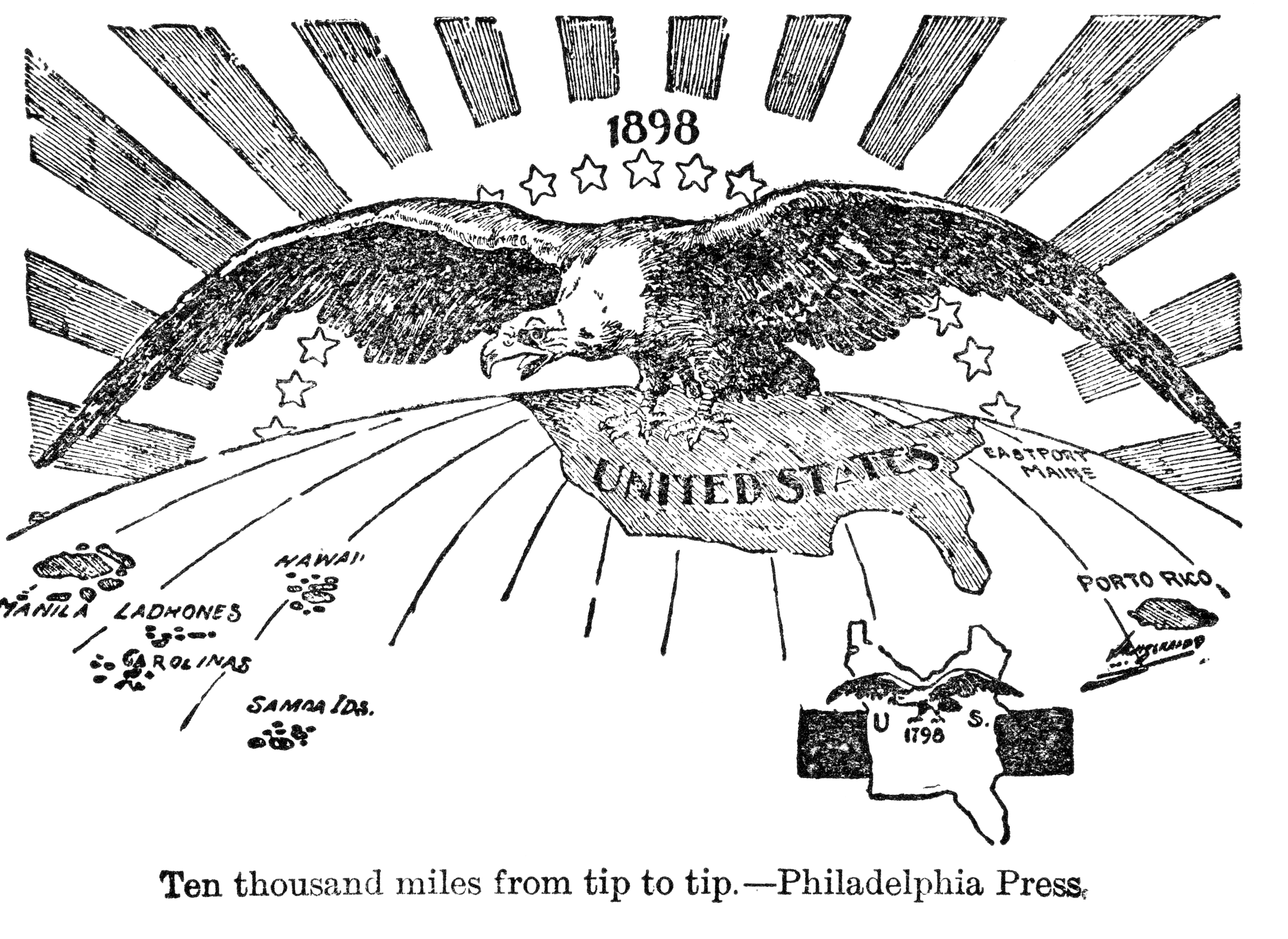
1898年の米西戦争当時の政治漫画 - 「端から端まで1万マイル」 - アメリカ合衆国のシンボルのハクトウワシを使用して、プエルトリコからフィリピンまでのアメリカ合衆国の支配の拡大を示している。右下には100年前（1798年初頭）のアメリカ合衆国が小さい地図で示されている。

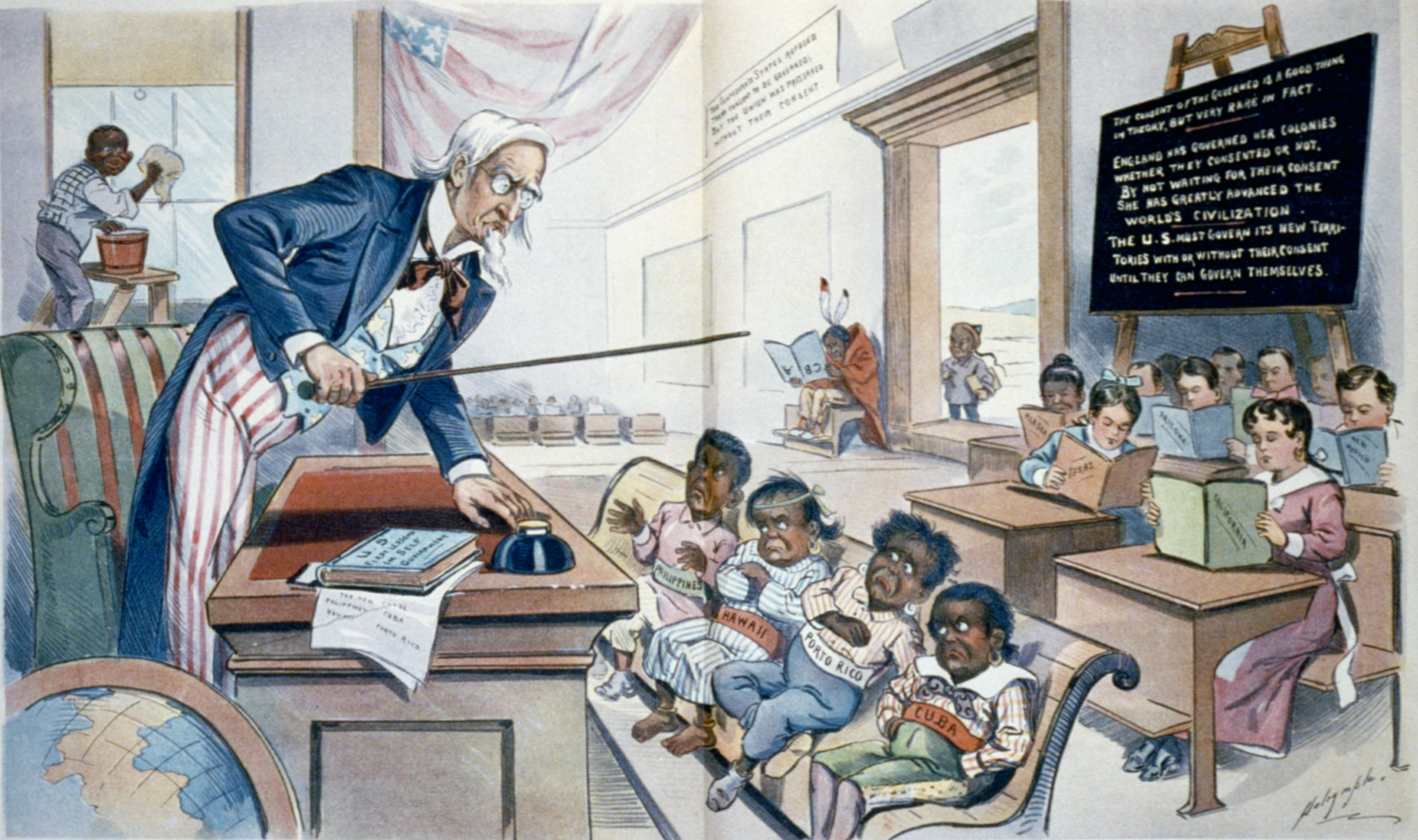
1899年にPuck magazineに掲載された戯画。アンクル・サム（アメリカ合衆国の擬人化）が、「アメリカ合衆国 - 自治の最初のレッスン」と書かれた本を使って、最前列の4名の子供（フィリピン・ハワイ・プエルトリコ・キューバ）に教えている。下部の説明文は「学校開始。アンクル・サム、文明の新入生に対して：さあ、子供達、この授業は何が何でも受けなくてはいけませんよ！ でも上級生たちをご覧、少しすれば君たちも彼らのように喜ぶようになるはずだ！」
後方にはアンクル・サムの教えを受けた少年少女達（アラスカ、カリフォルニア、テキサス、ニューメキシコなど）がおり、アフリカ系アメリカ人は奥で窓拭き。インディアンは玄関脇で教科書を逆さのまま開き、辮髪の中国人は室内に入ろうとしている。後方の黒板には、イギリスがどのように植民地を統治し世界を文明化したかが述べられ「相手の同意を待たないことでイギリスは世界の文明を大いに進めた。米国も相手の同意に関係なく新しい領域を支配しなくてはならない、彼らが自力で統治できるようになるまでは」と書かれている

アメリカ帝国（アメリカていこく、英語: American Empire）、アメリカ帝国主義（英語: American Imperialism）とは、アメリカ合衆国の政治的・経済的・軍事的・文化的な影響力を指す用語。またアメリカ合衆国が事実上、または比喩的に帝国または帝国主義であるとみなす立場からも使用されている。日本語の略称は米帝（べいてい）。
アメリカ帝国の概念が最初に普及したのは、1898年の米西戦争と、続くフィリピンの併合（米比戦争）からである。アメリカ帝国主義という言葉は、帝国主義を肯定的にとらえるアメリカ新世紀プロジェクトなどのアメリカ合衆国の新保守主義者、植民地主義に反対し独立を支持するアメリカ国内や国外の勢力、あるいは社会主義や共産主義などの立場などから使用されている。

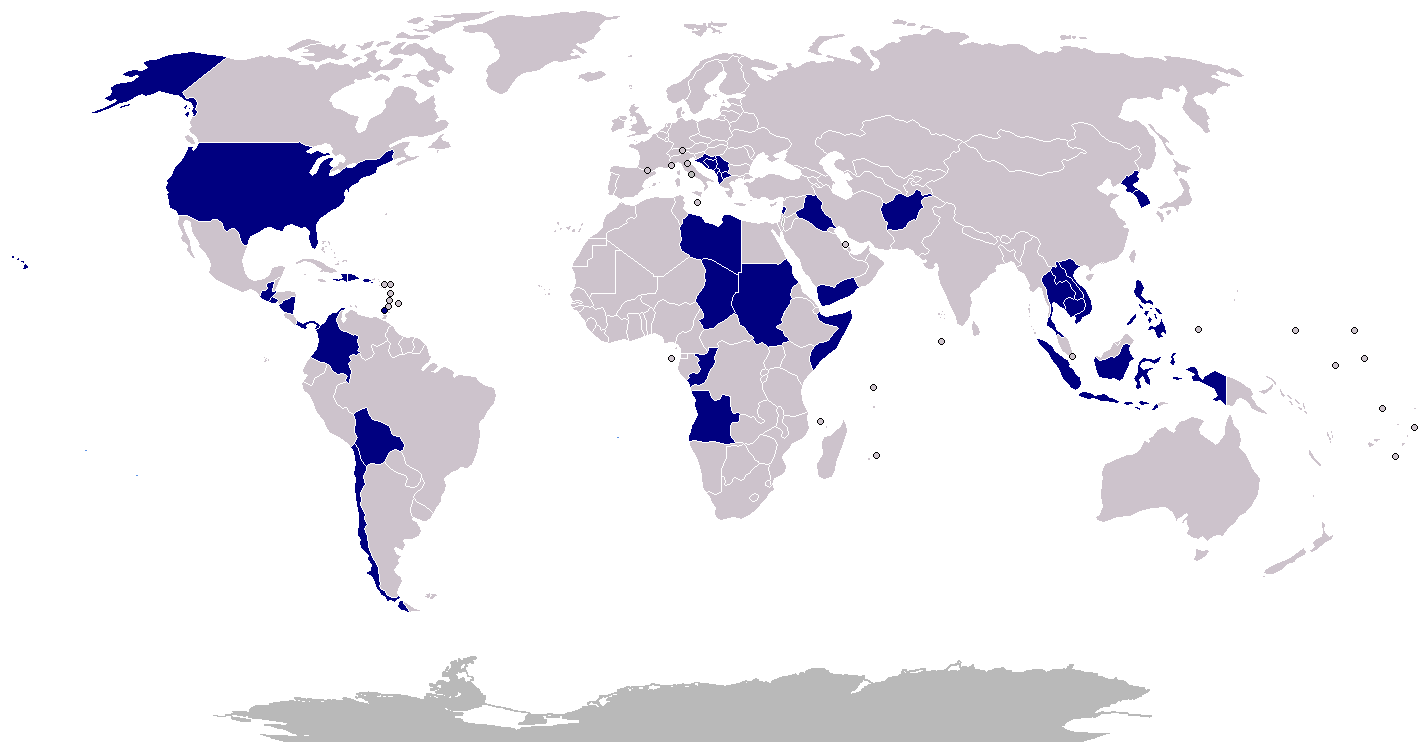
1950年代以来からアメリカ軍による介入があった国家である。この国家をアメリカ帝国の象徴などと比喩されている。

## 概要
「帝国」とは本来は、複数のより小さな国や民族などを含めた広大な領域を統治する国家のことで、帝政つまり元首が皇帝・君主であるとは限らない。古代ローマ帝国も、初期においては必ずしも皇帝位は世襲であるとは限らず、各地の群雄が皇帝として乱立（もしくは帝位を僭称）していた軍人皇帝時代であっても、帝国の体制はかろうじて維持されている。
1898年の米西戦争では、アメリカ合衆国はフィリピン・グアム・プエルトリコを獲得し、キューバを保護領とした。戦争前にはスペインの劣悪な原住民支配を批判し、世論も戦争に賛成したが、獲得後は逆に各国の独立運動を弾圧した。キューバは事実上、アメリカ合衆国の支配下におかれた。
1898年から1900年までのアメリカ合衆国大統領選挙では、アメリカ合衆国は「進歩の時代」を掲げてフィリピンを領有して、ヨーロッパの列強と同様に植民地主義を進めるべきとの「帝国主義者」と、アメリカ合衆国憲法の謳う共和制の価値を重視して各国の独立を支持してアメリカは他国への干渉を控えるべきとの「反帝国主義者」の間で、いわゆる「帝国主義論争」が発生した。「帝国主義者」の側が勝利して共和党のウィリアム・マッキンリーが大統領となり、併合を進めた。
続く米比戦争では、マーク・トウェインやアンドリュー・カーネギーに代表されるアメリカ反帝国主義連盟などが、植民地主義に反対し、各国の独立運動に賛成する立場から、フィリピンの併合に反対した。
1917年にはヨーロッパでウラジーミル・レーニンの「帝国主義論」が出版され、後のマルクス・レーニン主義を支持した各国の共産党やその支持者は、社会主義や共産主義の立場から「アメリカ帝国主義」とのレッテルを貼った。

## 19世紀以降
18世紀にはスペイン・ポルトガル・オランダ・イギリス・フランスなど歴代のヨーロッパ列強が、帝国主義的拡張や植民地主義を行っていた。
アメリカ合衆国は1776年に独立したが、19世紀前半はマニフェスト・デスティニー的な地続きの領土拡張を行っていた。また、イギリスからの独立を掲げて果たした事もあり、植民地主義には反対し、独立に賛成する世論が強かった。
1846年からの米墨戦争などで現在の合衆国本土域が確定した後に、中央アメリカへの干渉を本格化し、1909年からのニカラグア干渉では政府を転覆させ占領を行った。

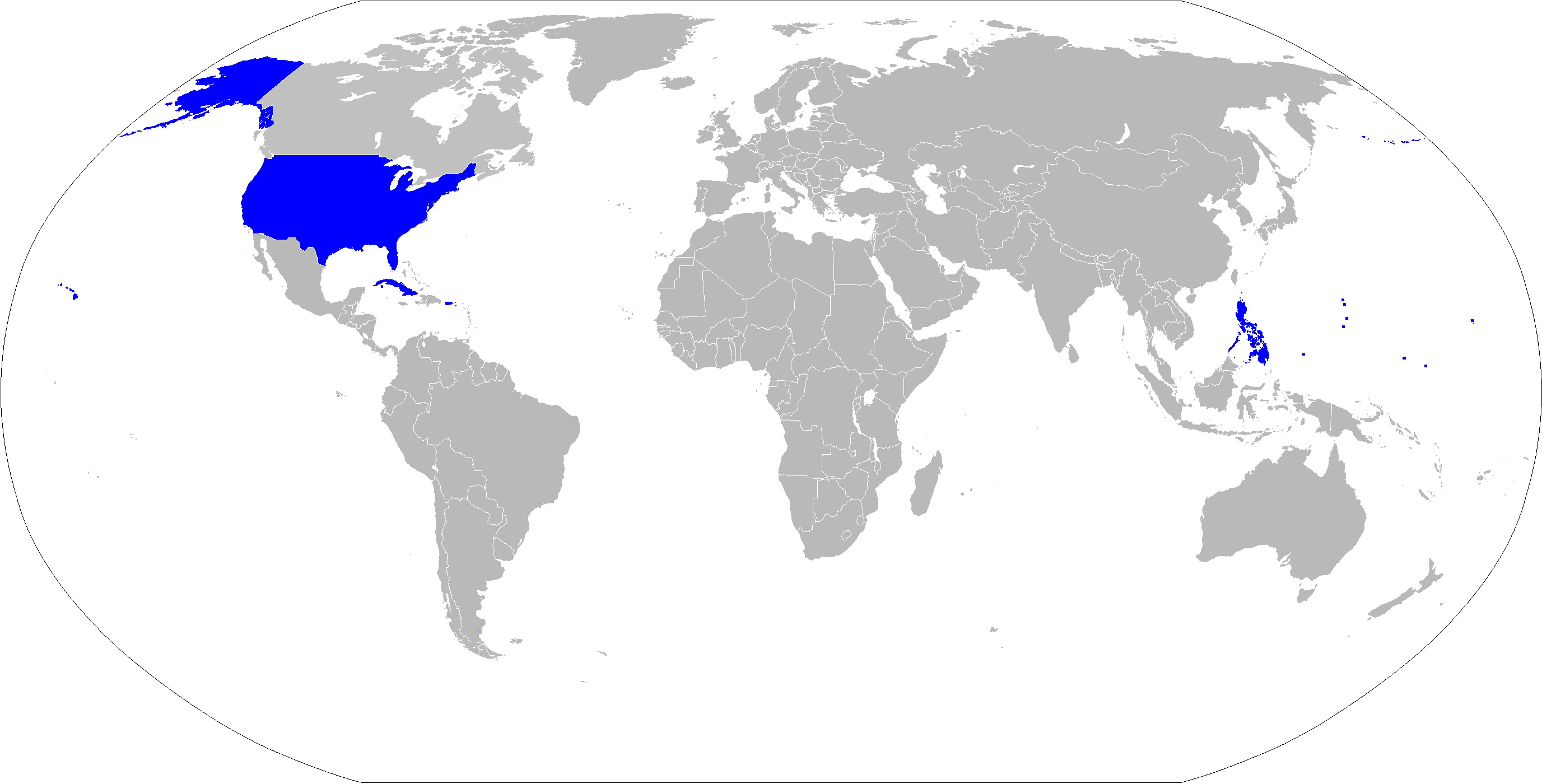
米西戦争後におけるアメリカ合衆国とその植民地

1898年の米西戦争とパリ条約により、スペイン帝国は西インド諸島と太平洋におけるほとんどの植民地をアメリカへ割譲し、アメリカ合衆国による植民地獲得競争への参加が本格化した。
以下は過去または現在においてアメリカ合衆国領、及び保護国（事実上、憲法上の双方）であった地域である。
- アラスカ：1867年ロシア帝国から720万米ドルで購入、1959年にアラスカ州へ昇格。
- グアム：1898年パリ条約によりスペインから割譲、1941年日本軍占領、1944年アメリカ領復帰、1950年アメリカ自治的未編入地域（自治領）。
- フィリピン：1898年パリ条約によりスペインから割譲、米比戦争により第一共和国を併合、植民地化。1934年自治領、1941年日本軍占領、1943年独立（第二共和国）、1945年アメリカ自治領復帰、1946年独立（第三共和国）。
- プエルトリコ：1898年パリ条約によりスペインから割譲、1917年自治的未編入地域、1952年自治領、1998年アメリカ合衆国の51番目の州昇格を巡る住民投票を否決。
- キューバ：1902年プラット修正条項によりグアンタナモとバイアオンダを租借（事実上の保護国化）、1934年プラット修正条項廃止、1940年新憲法施行、1952年フルヘンシオ・バティスタが独裁政権を立てるも1959年フィデル・カストロとチェ・ゲバラに追われキューバ革命（ただしグアンタナモ基地は依然アメリカ領）。
- ハワイ諸島：1893年アメリカ人農場主らがクーデター、1894年ハワイ共和国成立、1898年アメリカ自治的編入地域（準州）、1959年にハワイ州へ昇格。
- アメリカ領サモア：1899年ベルリン条約によりドイツより西サモアを割譲、1948年アメリカ非自治的未編入地域、1967年新憲法下で事実上の自治領。
- パナマ運河地帯： 1903年パナマ運河条約により租借（千日戦争も参照）、1999年パナマに返還。
- ハイチ：1915年アメリカ軍が占領、1934年撤退。
- ドミニカ共和国：1916年アメリカ軍が占領、1922年撤退。
- アメリカ領ヴァージン諸島： 1917年デンマークから2500万ドルで購入、1932年自治領。
- 太平洋の国連信託統治領： 1945年〜90年、現在はマーシャル諸島・ミクロネシア連邦・パラオの独立国、およびアメリカ自治領の北マリアナ諸島。

上記の他、西アフリカのリベリアは、アメリカ合衆国からアフリカへの解放黒人奴隷の送還と植民による「リベリア植民地」が母体となり建国され、1847年の独立ではアメリカ合衆国憲法を基本とした憲法を制定したが、アメリカ合衆国から殖民した「アメリコ・ライベリアン」が原住民に圧制を敷いた。

## 現在
冷戦がソビエト連邦の崩壊で終結した後は、アメリカ合衆国が「唯一の超大国」となった。よって後述のように、親米ならどんな圧制国でも「自由で民主的」と存在が容認され、反米ならその国の国民の自由意志により立てられた政権であっても「世界平和と民主主義の敵で討ち果たされるべき存在」というレッテルが貼られることになった。民衆により独裁体制が打ち倒された後の独裁者は、親米であればアメリカの庇護を受ける事が出来たが、イスラム原理主義、共産主義など反米の場合はそのまま放逐され、また処刑される者もあった。
第二次世界大戦終結後も以下の事件の際に、アメリカ合衆国を批判する立場から「アメリカ帝国（主義）」の言葉が使用された。
- 軍事侵攻
  - 1950年 朝鮮戦争
  - 1960年 ベトナム戦争
  - 1965年 ドミニカ侵攻
  - 1983年 グレナダ侵攻
  - 1989年 パナマ侵攻
  - 2001年 アフガニスタン紛争
  - 2003年 イラク戦争
  - 2011年 2011年リビア内戦
  - 2014年 過激派組織ISIL攻撃
  - 2018年 シリア内戦への介入、攻撃
- 非軍事的な干渉
  - 1959年から1961年 キューバで「ブルータス作戦」（フィデル・カストロ暗殺計画、ピッグス湾事件）とキューバ計画
  - 1964年 トンキン湾事件（口実としてベトナム戦争に介入）
  - 2011年 パレスチナ自治政府の加盟に反発し、国際連合教育科学文化機関への拠出金停止（2年経った2013年、やはり拠出金を止めていたイスラエルと共に、逆に投票権が停止された。2017年にはイスラエルと共に脱退を表明。）
  - 2012年 イランの核開発問題に絡み、同国からの原油輸入拒否を各国に強要、従わない国への制裁を予告
  - 2013年 ケニアショッピングモール襲撃事件に絡み、襲撃犯組織だとするアル・シャバブのソマリアにある拠点、及びリビアにあるアル・カイーダの拠点を特殊部隊を使って攻撃（対テロ戦争）

フィデル・カストロとチェ・ゲバラは、キューバ革命当初は反米を掲げていなかったが、ピッグス湾事件以降は「アメリカ帝国主義との闘い」を主張した。
2000年代よりベネズエラのウゴ・チャベスは、折に触れてアメリカの帝国主義的政策に対する批判を繰り返し、ラテンアメリカ・カリブ諸国共同体の結成を主導した。
経済では新自由主義を推進し、特にイラク戦争ではネオコンの主張もあり外交でも国際協調主義から単独行動主義に重点を移したため、肯定的な立場からも否定的な立場からも「アメリカ帝国」との表現の使用が再び増加した。
アメリカ新世紀プロジェクト（PNAC）は、アメリカの愛国主義や国益の立場から、PNACの原則（PNAC's principles）の中で以下のように記している。
『アメリカ帝国 (American Empire)』の著者で、アメリカ陸軍大佐だったボストン大学教授のアンドリュー・ベースヴィッチは、冷戦終結後にアメリカが帝国のように行動し始めている、と述べた。ノーム・チョムスキーは、世界中のすべての国家の間の「バランス」「均等」「相互の尊敬」および「調和」を維持するために、超大国単独支配の考え方を拒絶すべき、と主張した。チャルマーズ・ジョンソンは著作『アメリカ帝国への報復』で、東アジアでのアメリカ合衆国の帝国主義的政策は、報復を受けて失敗する、と主張した。
「超帝国主義」の著書であるマイケル・ハドソンは、アメリカ合衆国が世界覇権を維持するシステムを以下のように説明した。「軍事力拡大、他国を自由化、ドルで土地や資本や輸出品を購入、米国債や米国債券市場によって競争的に周辺国から購買力を回収、軍事力拡大」という循環構造により、アメリカは世界覇権を拡大しているとした。「超帝国主義」は、米国財務省職員の教材にもなっている。
中央情報局でテロ対策を担当したマイケル・ショワー (Michael Scheuer) は、退職後の2004年に『帝国の傲慢』を出版し、当初は異端視されていたウサーマ・ビン・ラーディンのアルカーイダが、ジョージ・W・ブッシュ政権の傲慢と無知によって共感を広げ、テロリズムを招いていると批判した。
日本共産党は、2004年（平成16年）改定の綱領で「いま、アメリカ帝国主義は、世界の平和と安全、諸国民の主権と独立にとって最大の脅威となっている」と述べている。